# NGC 549
NGC 549 (другие обозначения — ESO 296-22, PGC 5243) — спиральная галактика (Sa) в созвездии Скульптор. Открыта Джоном Гершелем в 1837 году, описывается Дрейером как «очень тусклый, маленький объект круглой формы, немного более яркий в середине, четвёртый из четырёх таких», причём оставшиеся три из четырёх объектов — NGC 534, NGC 544, NGC 546.
Этот объект входит в число перечисленных в оригинальной редакции «Нового общего каталога».
В каталоге SGC эта галактика неверно идентифицирована как PGC 5278. Эта ошибка затем была исправлена, но не везде.